# Rasa Juknevičienė

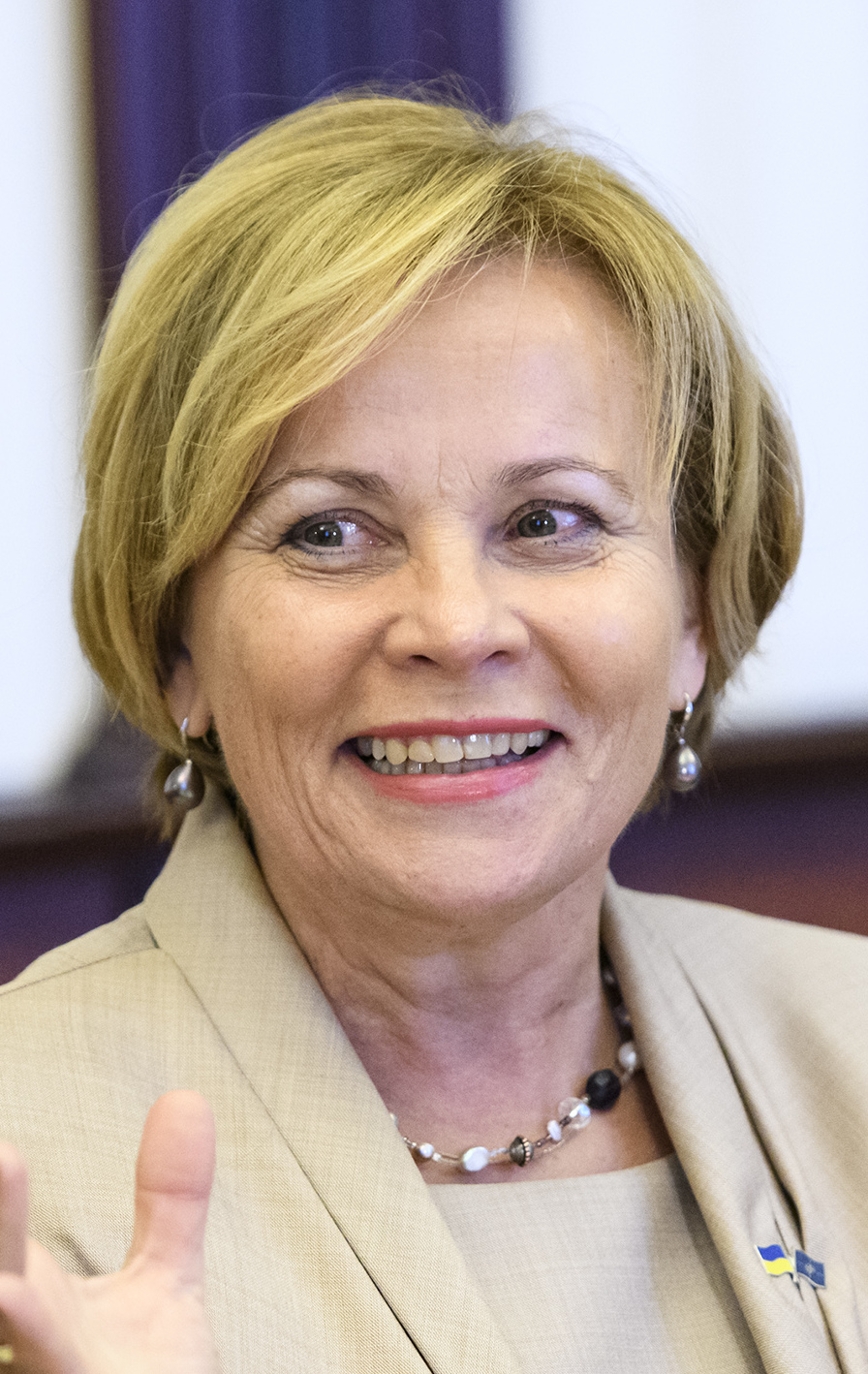
Rasa Juknevičienė (2018)

Rasa Juknevičienė (geb. Urbonaitė; in erster Ehe: Rastauskienė; * 26. Januar 1958 in Tiltagaliai, Rajongemeinde Panevėžys) ist eine litauische konservative Politikerin und Kinderärztin. Sie war unter Premierminister Andrius Kubilius von 2008 bis 2012 Verteidigungsministerin, später  Seimas-Vizepräsidentin und seit Juli 2019 ist sie  EP-Mitglied.

## Ausbildung und Beruf
Nach dem Abitur von 1965 bis 1976  an der 10. Mittelschule Panevėžys studierte Rasa Urbonaitė von 1977 bis 1983 an der Medizinakademie Kaunas. Anschließend war sie Kinderärztin im Zentralkrankenhaus Panevėžys und von 1984 bis 1990 im Krankenhaus Pasvalys.

## Politik
1988 wurde Juknevičienė Mitglied der Nationalbewegung Sąjūdis und Ratsvorsitzende der Ortsgruppe Pasvalys. Seit 1990 ist sie Abgeordnete im Seimas, in dem sie von 1999 bis 2000 stellvertretende Parlamentspräsidentin war.
Von Dezember 2008 bis 2012 war Rasa Juknevičienė Verteidigungsministerin Litauens. Von März bis November 2018 war sie Präsidentin der Parlamentarischen Versammlung der NATO und damit erste Frau in diesem Amt.

## Familie
Rasa Juknevičienė ist verheiratet mit dem Rechtsanwalt Zenonas Juknevičius, ein ehemaliger Politiker, unter anderem litauischer Justizminister.